# Pak Ŭi Ch’un
Pak Ŭi Ch’un (kor. 박의춘, ur. 1932) – północnokoreański dyplomata i polityk, minister spraw zagranicznych. Karierę dyplomatyczną rozpoczął jako ambasador w Kamerunie. Następnie prowadził misje w Algierii, Syrii i Libanie. Od 1998 do sierpnia 2006 był ambasadorem Korei Północnej w Moskwie. Jednocześnie był od 1998 r. członkiem Prezydium Najwyższego Zgromadzenia Ludowego KRLD. 18 maja 2007 r., dekretem Najwyższego Zgromadzenia Ludowego został nominowany na funkcję ministra spraw zagranicznych. Zastąpił na stanowisku Paek Nam Suna.